# Florin Segărceanu
Florin Segărceanu (* 29. März 1961 in Bukarest) ist ein ehemaliger rumänischer Tennisspieler. Ab 2018 wird er Kapitän der rumänischen Fed-Cup-Mannschaft.

## Leben
Segărceanu erreichte beim Juniorenturnier der French Open 1979 das Viertelfinale, wo er Ramesh Krishnan unterlag. Zeitgleich trat er bei den Profis im Doppel an, wo er mit seinem Partner Andrei Dîrzu die zweite Runde erreichte. Einen ersten Achtungserfolg verbuchte er 1981, als er beim Hallenturnier von Sofia bis ins Halbfinale vordringen konnte. Zwei weitere Halbfinale spielte er 1983 in Tampa und in Venedig. Einen Einzeltitel auf der ATP Tour konnte er nie gewinnen. Gemeinsam mit Nick Saviano trug er sich 1983 in die Siegerliste des Turniers in Köln ein. Dies blieb sein einziger Erfolg auf der ATP Tour. Seine höchste Notierung in der Tennisweltrangliste erreichte er 1983 mit Position 73 im Einzel sowie 1984 mit Position 49 im Doppel.
Sein bestes Einzelergebnis bei einem Grand-Slam-Turnier war das Erreichen der zweiten Runde bei den French Open und den Wimbledon Championships. In der Doppelkonkurrenz erreichte er zweimal die zweite Runde der French Open. Im Mixed erreichte er an der Seite von Lucia Romanov das Achtelfinale der French Open 1983.
Segărceanu spielte zwischen 1978 und 1991 38 Einzel- sowie 25 Doppelpartien für die rumänische Davis-Cup-Mannschaft. Er gewann 23 seiner Einzelpartien und 15 seiner Doppelpartien. Seine größten Erfolge mit der Mannschaft waren zwei Viertelfinalteilnahmen in der Weltgruppe in den Jahren 1981 und 1983. Bei der Universiade trat er zwischen 1979 und 1985 im Einzel, Doppel und Mixed für Rumänien an. Er gewann dabei vier Gold-, eine Silber- und zwei Bronzemedaillen.

## Erfolge
| Legende                       |
| Grand Slam                    |
| Tennis Masters Cup            |
| ATP Masters Series            |
| ATP International Series Gold |
| ATP International Series (1)  |

### Doppel
| Nr. | Datum            | Turnier | Belag   | Partner      | Finalgegner               | Ergebnis |
| --- | ---------------- | ------- | ------- | ------------ | ------------------------- | -------- |
| 1.  | 30. Oktober 1983 | Köln    | Teppich | Nick Saviano | Paul Annacone Eric Korita | 6:3, 6:4 |